# Miyabi Natsuyaki
Miyabi Natsuyaki (夏焼 雅 Natsuyaki Miyabi?,  născută în data de 25 august 1992 în Chiba, Japonia) este o cântăreață de pop japonez. În anul 2002 a trecut cu succes preselecția Hello! Project Kids. De atunci a continuat să presteze în trupa Aa!, după care s-a alăturat grupului pop din care face parte și astăzi, Berryz Kobo.
Pe data de 21 iulie 2007 a fost anunțată că va face parte dintr-o nouă trupă, și anume Buono!, împreună cu Momoko Tsugunaga și Airi Suzuki.

## Date personale
- Porecle: Miya, Miyabi, Miiya
- Înălțime: 1,59 m

### Grupuri
- Hello Project Kids (din anul 2002)
- Berryz Kobo (din anul 2004)
- Hello Project Allstars (2004)
- Sexy Otonajan (2005)
- Buono! (2007)

## Apariții

### Portofoliu foto
- Miyabi~ Natsuyaki Miyabi Shashinshū (Miyabi～夏焼 雅 写真集?) (31 mai 2007)

### Filme
- Koinu Dan no Monogatari (仔犬ダンの物語 "Puppy Dan's Story"?) (14 decembrie 2002)
- Little Hospital (リトル・ホスピタル?), pe TV Tokyo (ianuarie 2003)
- Promise Land ~Clovers no Daibōken~ (Promise Land ～クローバーズの大冒険～ "Promise Land ~Clover's Adventure~"?) (17 iulie 2004)